# Живко Новески
Живко Новески (на македонска литературна норма: Живко Новески) е поет и разказвач от Северна Македония.

## Биография
Роден е през 1947 година в кичевското село Миокази, тогава във Федерална Югославия. Завършва Философския факултет на Скопския университет. Работи като просветен работник. Член е на Дружеството на писателите на Македония от 1987 година.